# مول تجاري

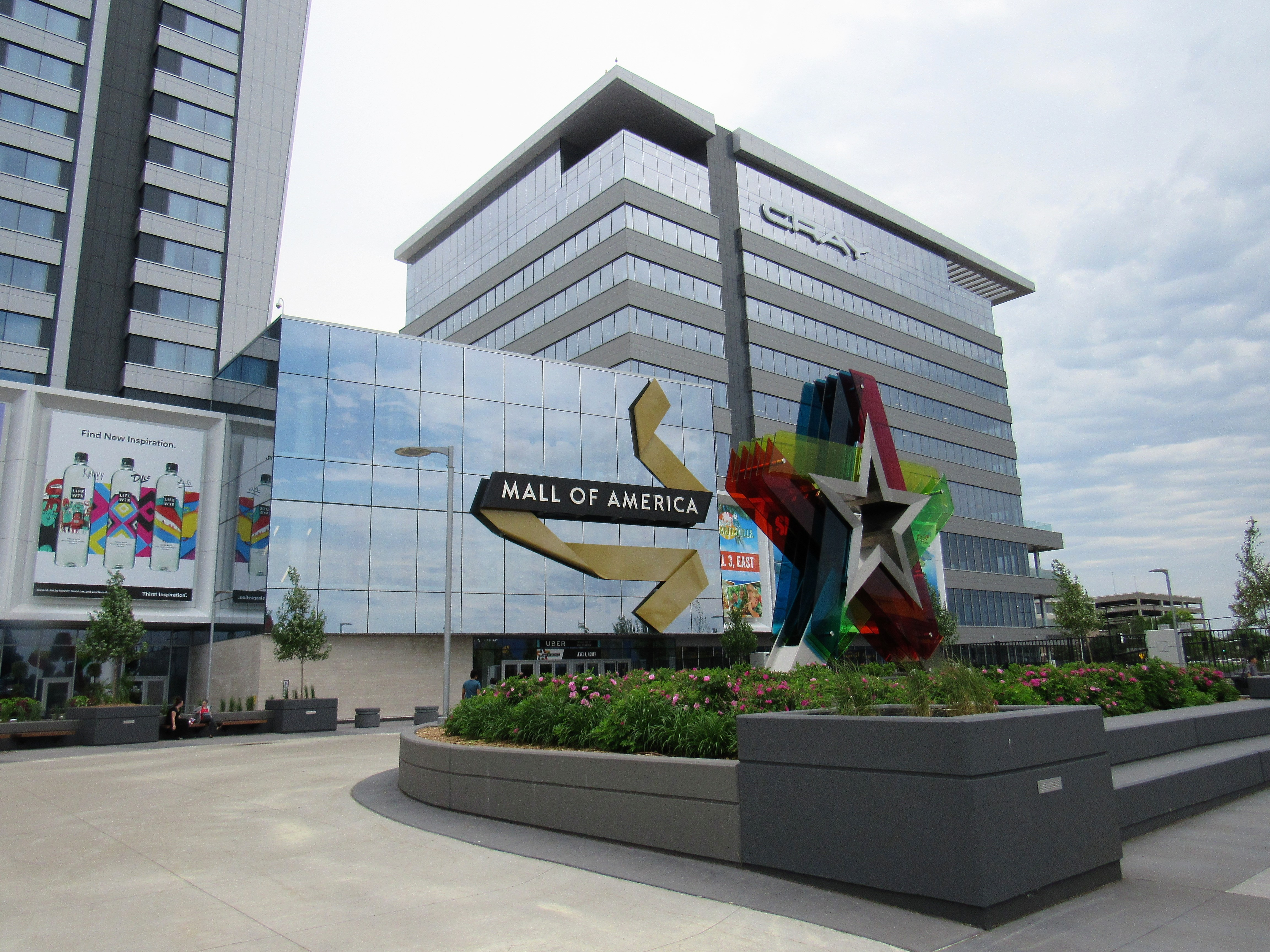
Mall of America في بلومينغتون، مينيسوتا، أكبر مركز تجاري في الولايات المتحدة.

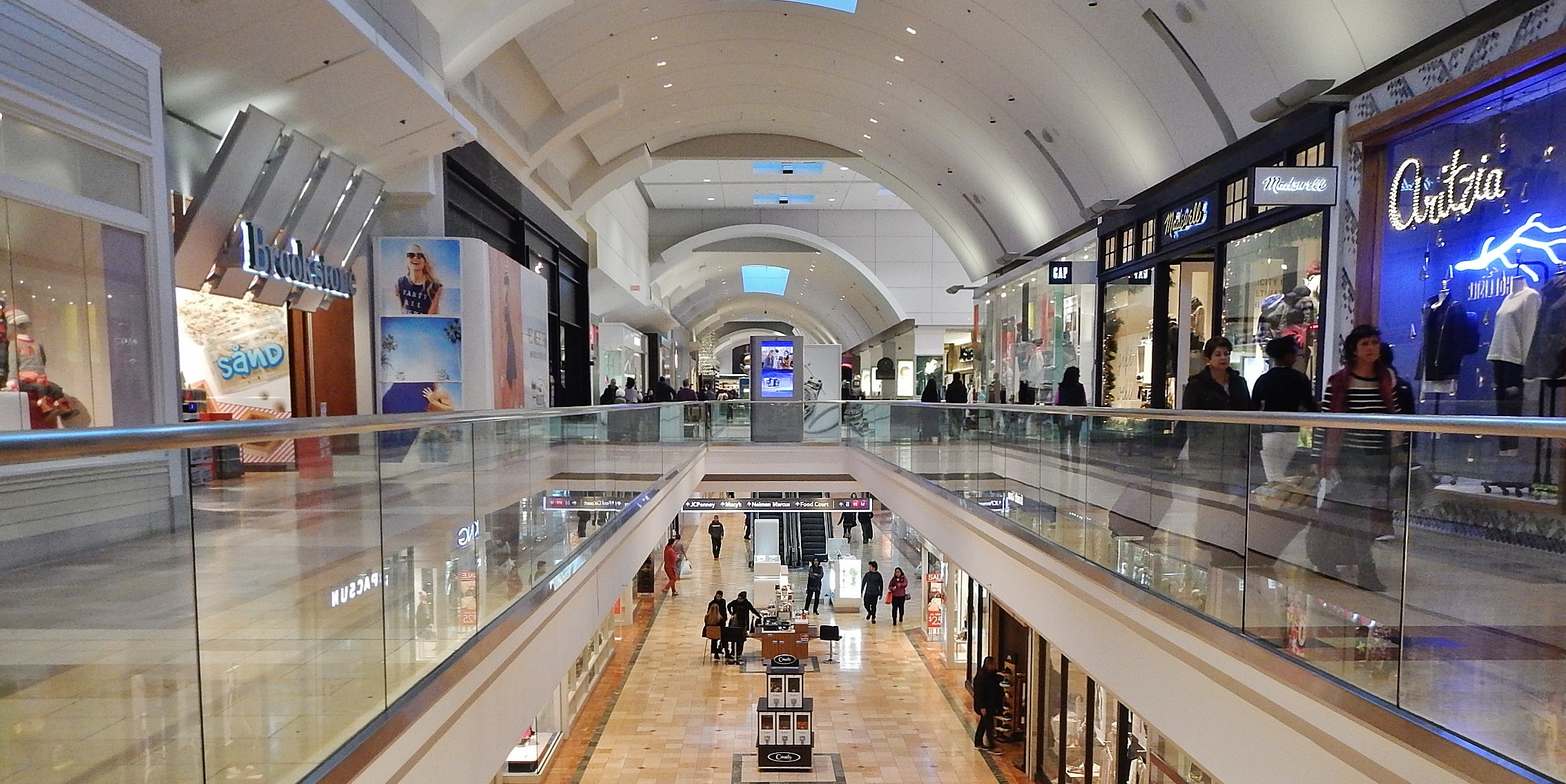
الجزء الداخلي من Garden State Plaza الضخم في باراموس ، مقاطعة بيرغن ، نيوجيرسي ، المنطقة التي تضم أكبر تجمع لمراكز التسوق في العالم.

المول (او مول تجاري) هو مركز تسوق داخلي كبير، يضم مجموعة من المتاجر والمرافق الأخرى، مثل المطاعم والمقاهي والترفيه، التي تقع في مكان واحد.

## مصطلح
كان مصطلح "مول" يعني في الأصل ممشى للمشاة داخله متاجر (أي أنه تم استخدام المصطلح للإشارة إلى الممشى نفسه الذي كانت تحده هذه المتاجر فقط)، ولكن في أواخر الستينيات، بدأ استخدامه كمصطلح عام لمراكز التسوق الكبيرة المغلقة التي أصبحت شائعة في ذلك الوقت.   في المملكة المتحدة، تعتبر مثل هذه المجمعات مراكز تسوق، على الرغم من أن "مركز التسوق" يغطي العديد من أحجام وأنواع المراكز أكثر من أمريكا الشمالية. قد تتبع بلدان أخرى الاستخدام الأمريكي ( الفلبين ، الهند ،  والإمارات العربية المتحدة  ) بينما تتبع دول أخرى (أستراليا،  إلخ.) استخدام المملكة المتحدة. في اللغة الإنجليزية الكندية ، وغالبًا في أستراليا ونيوزيلندا، يمكن استخدام مصطلح "مول" بشكل غير رسمي ولكن "مركز تسوق" سيظهر في اسم مجمعات مثل مركز تورنتو إيتون).